# Propagande de la république populaire de Chine
 (juillet 2020).

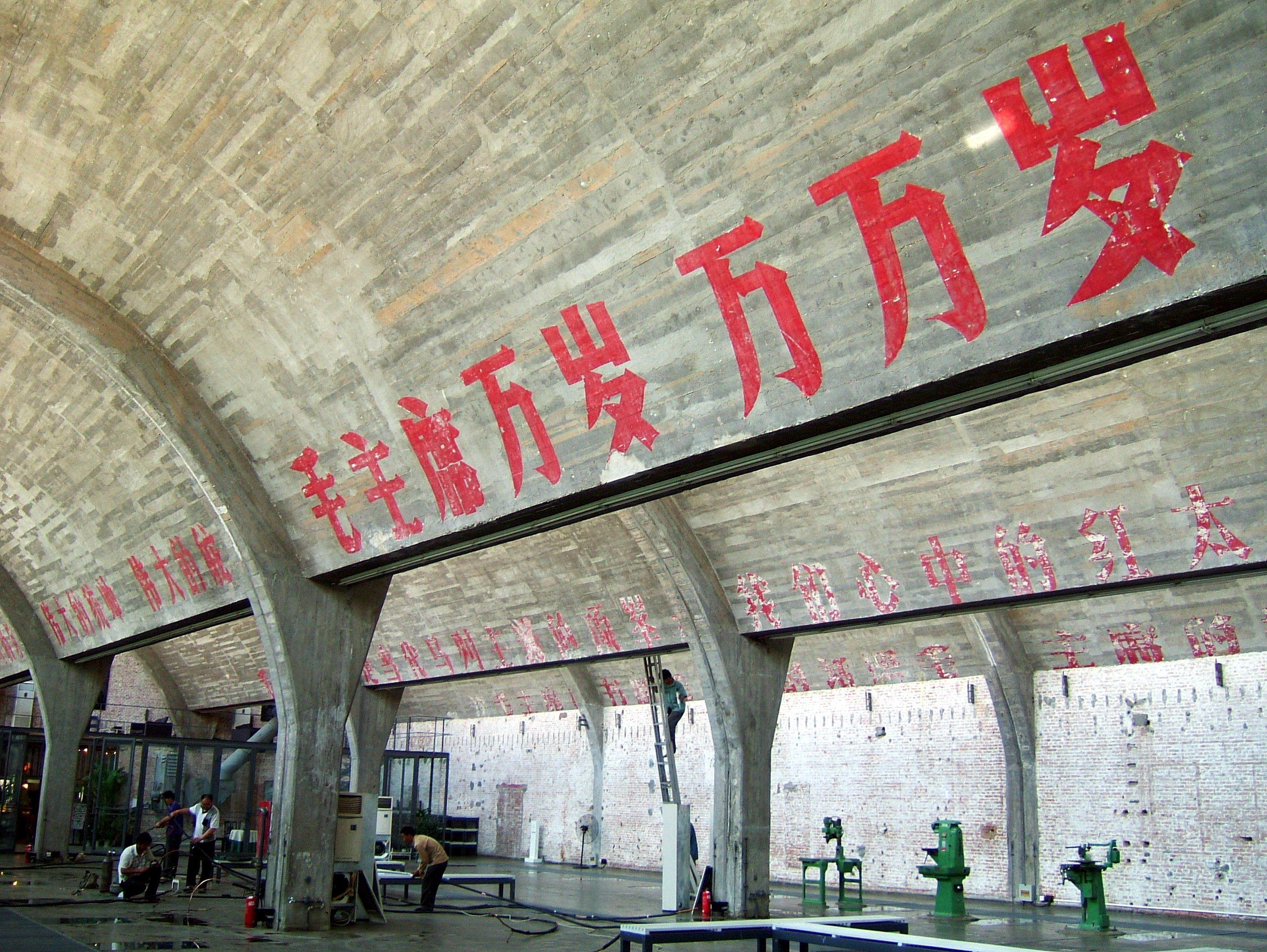
Inscription « Longue vie au Président Mao » dans une ancienne usine à Pékin.

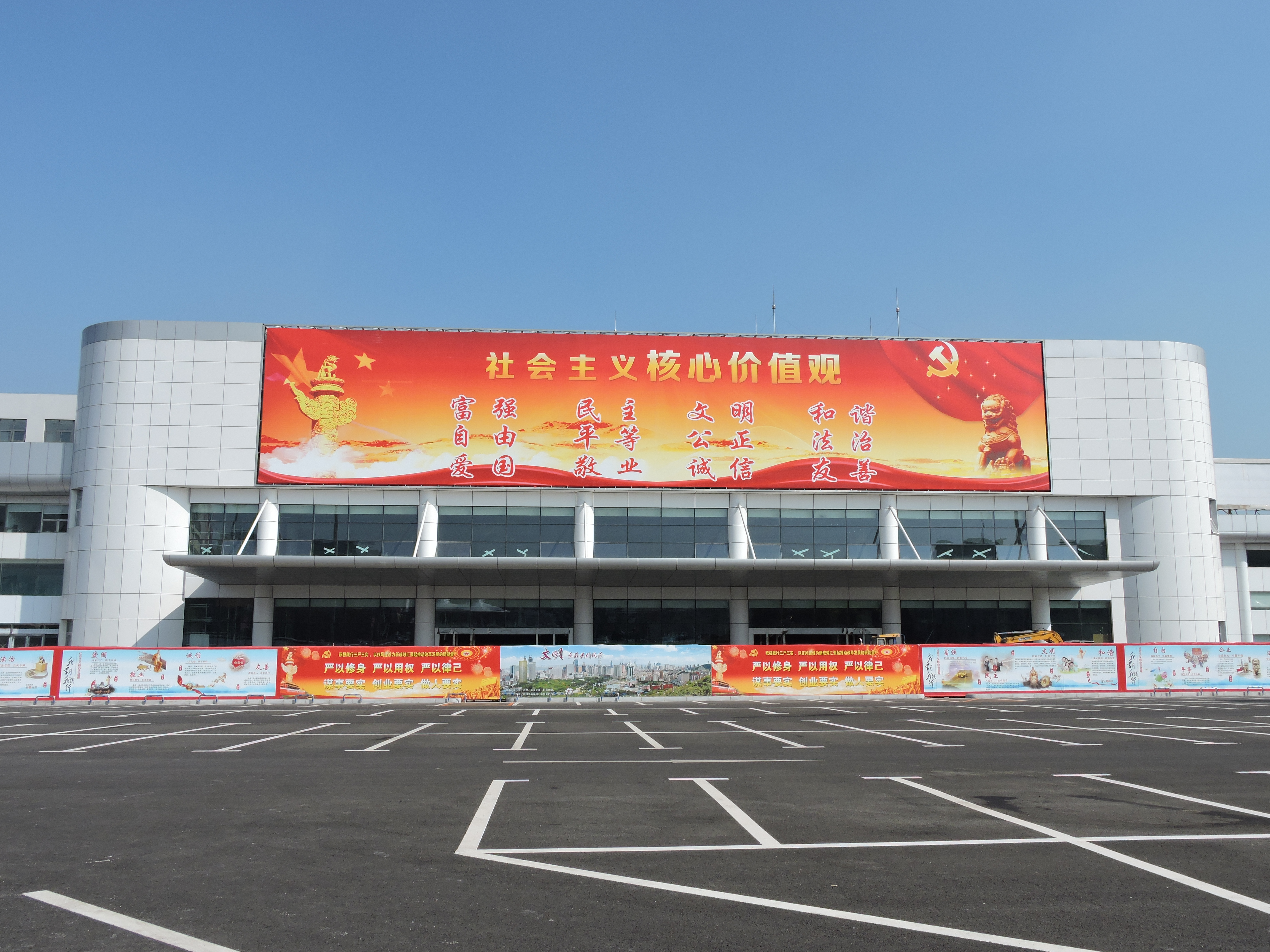
Affiche géante listant les douze valeurs fondamentales du Parti communiste chinois (2017).

La propagande de la république populaire de Chine désigne l'ensemble des actions de communication menées par la république populaire de Chine (RPC) pour influencer la population dans le but de faire évoluer sa pensée ou son comportement. Conjointement à la censure, elle permet de faciliter la mise en application de la ligne politique décidée par le parti communiste chinois. Si son importance a culminé à l'époque de Mao Zedong, elle existe encore dans la Chine actuelle, tout en ayant évolué dans sa forme.

## Histoire
L'histoire de la propagande communiste précède l'établissement de la république populaire de Chine. Elle remonte au premier congrès du Parti communiste chinois (PCC) en 1921, qui créa le Département de la propagande du Comité central du Parti communiste chinois (中共中央宣传部 ; pinyin : Zhōnggòng Zhōngyāng Xuānchuán Bù), et souligna l'importance pour les membres du parti de superviser toutes les publications des organes centraux et locaux du PCC. La diffusion de la propagande incombait également à l'armée, au travers de ses activités de formation politique et d'éducation idéologique. Des départements de la propagande furent ainsi créés à tous les niveaux du parti et de l'armée.
Lors de la Conférence de Gutian en décembre 1929, Mao Zedong, qui avait  tenu un rôle important au sein du Département central de la propagande du Kuomintang dans les années précédentes, présenta un rapport pointant les imperfections dans le travail de propagande mené par le PCC, dues selon lui à l'attention insuffisante qui lui était accordée. Il cita notamment le manque de travail en direction de certaines catégories de population, comme les pauvres des zones urbaines, les femmes ou les jeunes, et une adaptation insuffisante aux réalités du terrain, et proposa ses remèdes, comme l'attribution aux sections de propagande de l'armée de la responsabilité des « journaux muraux » (壁报 ; pinyin : bìbào) et des sessions de formation. Les lignes directrices de cette conférence demeurèrent la base de la politique de propagande du PCC jusque dans les années 1940.
Après l'arrivée au pouvoir du PCC en 1949, et avec l'aide de conseillers soviétiques, l'organisation de la propagande fut revue pour l'adapter à la nouvelle situation politique, en séparant les activités du Parti de celles de l'État. Diverses associations furent créées pour assurer le contrôle des activités individuelles dans le domaine de la culture et de l'éducation, comme celles des écrivains, des artistes ou des journalistes. Au niveau gouvernemental, les questions légales et administratives furent prises en charge par des bureaux du Conseil des affaires de l'État, comme l'Administration centrale de la radiodiffusion, celle du cinéma, le Ministère de la culture ou l'Agence de presse Xinhua. Cette agence avait en charge la diffusion d'une information contrôlée, à la fois vers la Chine et vers l'étranger ; ses journalistes devaient également rédiger à l'attention exclusive des cadres supérieurs du PCC des rapports sur les informations sensibles qui n'étaient pas rendues publiques, notamment les problèmes sociaux et les catastrophes naturelles,.

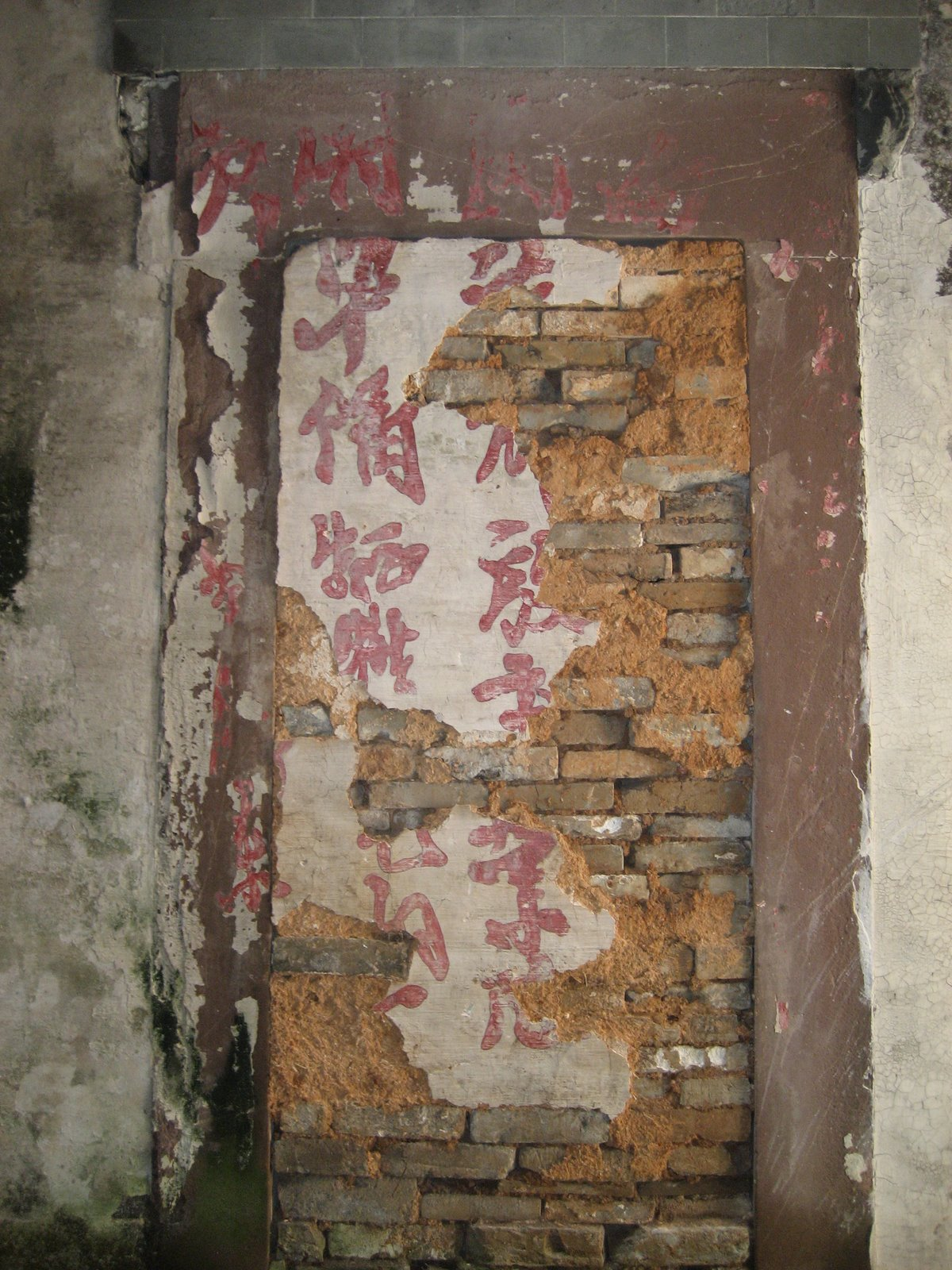
Restes d'un dazibao datant de la Révolution culturelle

Pour Mao Zedong, la transformation du mode de pensée des Chinois constituait la tâche la plus importante dans la construction du socialisme en Chine, ce qui l'amena à rédiger lui-même de nombreuses directives du Département de la propagande. D'importants moyens furent ainsi mis en œuvre, comme les sessions d'études journalières dans les bureaux et les usines, dans le cadre d'incessantes campagnes de propagande politique.
Alors que jusqu'en 1966 les campagnes politiques avaient été coordonnées par le Département de la propagande, il n'en a plus été de même lors de la « Grande Révolution culturelle prolétarienne ». Ce Département devint au contraire la cible de Mao qui cherchait à imposer une politique plus radicale que celle alors menée par ses ennemis politiques ; fermé en 1966, il ne fut rétabli qu'en 1977. Dans l'intervalle, la propagande transmise par la presse et la radio se réduisit à la diffusion de la pensée et des paroles de Mao, ainsi qu'à la glorification de la situation économique et politique et aux critiques adressées aux ennemis de Mao ; la production culturelle, dominée par les « huit opéras » officiellement autorisés, s'affaiblit également. Parallèlement à l'appauvrissement de la propagande officielle, cette période vit naître une certaine forme de liberté d'expression caractérisée par un foisonnement de publications non officielles, souvent critiques envers le pouvoir, sous des formes diverses, en particulier journaux, compilations de discours et dazibao.
Le Département de la propagande fut rétabli en 1977, quelques mois après le décès de Mao en septembre 1976 et l'arrestation de la Bande des Quatre en octobre. Pendant les années qui suivirent, il eut à subir les luttes qui se déroulaient au sein du PCC, les diverses factions tentant d'en prendre le contrôle pour promouvoir leurs lignes politiques respectives. Lors du mouvement de contestation de 1989, une partie du personnel des organismes de propagande, et du Département de la propagande lui-même, se rangea du côté des manifestants. Après la reprise en main par le gouvernement chinois, nombre d'entre eux, personnels administratifs ou journalistes, furent les victimes de la répression qui s'ensuivit, et subirent transfert, rétrogradation, licenciement ou même emprisonnement.
À la suite de ces événements, les instances dirigeantes du PCC décidèrent que le contrôle par le Parti des activités idéologiques et de propagande, qui s'était affaibli au cours des années précédentes, devait être rétabli. Désormais doté de ressources et de pouvoirs accrus, le Département de la propagande fut chargé de promouvoir la nouvelle ligne politique dont l'objectif fondamental était le développement économique de la Chine. Les deux piliers en étaient d'une part le maintien d'un État basé sur le système du parti unique, et d'autre part la nécessité de s'engager dans la voie de l'économie de marché.
En 1991, le bureau de la propagande extérieure, qui a pour rôle de surveiller Internet et les journalistes étrangers, a été promu au rang d’un ministère.
En 2014, un « examen idéologique » est mis en place par le Parti communiste afin de « contrôler  » l'ensemble des journalistes. Ces derniers doivent connaître des règles essentielles, par exemple : 
« Il est absolument interdit à des articles publiés de faire état de commentaires contredisant la ligne du parti communiste chinois. Ou encore : la relation entre le parti et les médias est celle du dirigeant et du dirigé ».

## Rôle de la propagande
Des spécialistes en science politique pensent que la propagande est utilisée par le PCC pour nourrir le développement du nationalisme chinois et la loyauté envers la RPC, le PCC, et le gouvernement de Pékin en général. Beaucoup croient aussi que le gouvernement de la RPC, ayant entrepris un programme de réformes et de modernisation économique de style capitaliste dans la fin des années 1970, est prompt à utiliser la propagande pour dépeindre le PCC comme un parti nationaliste et patriotique, plutôt que comme un parti qui construit le socialisme ou applique le marxisme-léninisme en Chine, puisque ces principes ont été largement abandonnés dans la pratique et ne peuvent ainsi plus servir de bases efficaces pour le régime. Parmi les thèmes de la nouvelle propagande nationaliste de la RPC, les plus couramment employés sont l'adulation de l'Armée populaire de libération et de ses soldats pour leur exploits et sacrifices pendant la Guerre sino-japonaise (1937-1945), et l'unité indéfectible des 56 groupes ethniques officiellement reconnus.
Au cours des précédentes  décennies, la propagande de la RPC a joué un rôle crucial dans la formation et la promotion du culte de la personne du président Mao Zedong. Elle a également servi d'outil de mobilisation populaire lors des campagnes nationales comme le Grand Bond en avant de 1958 et la Révolution culturelle de 1966-1976. Après le décès de Mao en 1976, la propagande a été utilisée pour noircir l'image des membres de la célèbre Bande des Quatre, à qui on faisait porter la responsabilité des excès de la Révolution culturelle. La propagande avait aussi précédemment encouragé les Chinois à suivre l'exemple des travailleurs et soldats modèles comme le célèbre Camarade Lei Feng, le héros de la guerre civile chinoise Dong Cunrui ou celui de la guerre de Corée Yang Gensi, et le Docteur Norman Bethune, un médecin canadien qui apporta son concours à la Huitième armée de route pendant la seconde guerre sino-japonaise. Elle fit également l'éloge des révolutionnaires du tiers monde et des proches alliés comme l'Albanie et la Corée du Nord, tout en vilipendant à la fois les « impérialistes » américains et les « révisionnistes » soviétiques, ces derniers étant considérés comme traîtres au marxisme-léninisme.
À l'époque de la réforme et de la modernisation économiques engagées par Deng Xiaoping, une propagande destinée à promouvoir le « socialisme aux caractéristiques chinoises » fut mise en œuvre. À la fin du règne de Jiang Zemin, la propagande assura la promotion de sa théorie des « trois représentations ». Cette même époque vit la naissance de la propagande diabolisant le Falun Gong en tant que culte ; l'« incident de l'auto-immolation de la Place Tiananmen » du 23 janvier 2001 a été présenté par le Falun gong comme une mise en scène destinée à le déconsidérer.
Une tentative de contrer le Prix Nobel de la Paix de 2010 qui attribua cette distinction au dissident chinois Liu Xiaobo a été effectuée en créant un Prix Confucius de la Paix qui fit long feu.

## Arrière-plan idéologique
Dans le domaine artistique, le réalisme socialiste adopté par l'URSS et la RPC de Mao Zedong a servi de base à l'utilisation de l'art dans la promotion de l'idéologie communiste. Ce fut en particulier le cas pendant la période de la Révolution culturelle en RPC, dont l'un des objectifs officiels était de « transformer la littérature et l'art ».
Le Département de la propagande du Comité central du Parti communiste chinois (中共中央宣传部 ; pinyin : Zhōnggòng Zhōngyāng Xuānchuán Bù), simultanément aux organismes de censure de l'État, qui comprennent l'Administration générale de la Presse et des Publications (新闻出版总署 ; pinyin : Xīnwén Chūbǎn Zǒngshǔ), l'Administration d'État pour la Radio, le Cinéma et la Télévision (广播电影电视总局 ; pinyin : Guǎngbō Diànyǐng Diànshì Zǒngjú) et le Bureau de l'Information du Conseil des affaires de l'État (国务院信息办公室 ; pinyin : Guówùyuàn Xìnxī Bàngōngshì), effectue un contrôle de cohérence avec la doctrine politique officielle, sur la base de réglementations détaillées telles que la « Réglementation relative au renforcement de l'Administration des Publications pour la présentation des principaux responsables nationaux et du Parti » (关于对描写党和国家主要领导人的出版物加强管理的规定) édictée en 1990, qui précise notamment :

« La publication et la distribution de ce type de livres et d'essais doit se faire de façon sérieuse et prudente. La description des faits historiques doit être fidèle, et les points de vue doivent être conformes à l'esprit de la « décision concernant certains problèmes historiques » du Parti, de la « décision concernant certains problèmes historiques depuis l'établissement du Parti », et des documents du Parti qui s'y rattachent. Les agences et organismes responsables des publications doivent en assurer un contrôle strict, tout ce qui ne se conforme pas aux conditions définies ci-dessus ne devant être ni publié ni distribué. »

## Terminologie utilisée pour Taïwan
La république de Chine, qui exerce actuellement sa souveraineté sur l'île de Taïwan, s'étant longtemps revendiquée comme le gouvernement légal de l'ensemble de la Chine, et la RPC n'acceptant pas le gouvernement de la RdC comme entité souveraine légitime, ni la RdC comme un territoire séparé, la RPC utilise une terminologie particulière pour décrire Taïwan. Par exemple, comme la RdC et la RPC adhèrent toutes les deux à la politique d'une seule Chine, la RPC est couramment désignée à la fois à Taïwan et dans la RPC sous le nom de dalu (chinois simplifié : 大陆 ; chinois traditionnel : 大陸 ; pinyin : dàlù) signifiant « continent » ; parfois, comme à Hong Kong, on la désigne aussi sous le nom de neidi (chinois : 內地 ; pinyin : nèidì) signifiant « territoire de l'intérieur ». Dans les deux cas, ces termes sont employés pour éviter de présenter la RPC comme « la Chine » et la RdC comme « Taïwan », selon la terminologie occidentale courante. Lorsque Taïwan devient membre d'organisations internationales, la Chine l'oblige à participer sous d'autres noms que « république de Chine » ou « Taïwan », comme « Taipei chinois » ou « Territoire douanier séparé de Taïwan, Penghu, Kinmen et Matsu », de façon à éviter de désigner Taïwan comme un pays.

## Les canaux de communication politique
Les divers canaux utilisés ont été classifiés dans un manuel du parti en cinq types de communication : orale (口头 ; pinyin : kǒutóu), écrite (文字 ; pinyin : wénzì), imagée (形象 ; pinyin : xíngxiàng), démonstrative (示范性 ; pinyin : shìfànxìng) et active (活动性 ; pinyin : huódòngxìng). Les techniques de communication orale comprennent les conférences, les discussions de groupe et l'agitation de masse, celles de communication écrite les documents imprimés, dont les journaux, celles de communication imagée la musique, la radio, les films, le théâtre, la danse, la peinture, la littérature, les bandes dessinées (Lianhuanhua), etc. La communication démonstrative s'effectue au moyen d'expositions, de distributions de prix, d'affiches ou de réunions sur le terrain, et la communication active par des campagnes thématiques de masse.
De nos jours, le Département de la propagande utilise principalement les documents imprimés, les médias électroniques contrôlés par l'État et de façon de plus en plus intensive Internet pour assurer sa communication vers les citoyens chinois et étrangers. Les deux canaux traditionnels les plus importants sont la Télévision centrale de Chine et le journal Le Quotidien du Peuple. Il s'y ajoute les « livres blancs » destinés à expliquer ou justifier la politique gouvernementale, aussi bien vers l'intérieur que vers l'extérieur de la Chine, et de ce fait généralement publiés également en anglais.

### Films de propagande

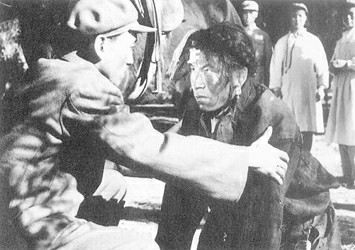
Scène du film de propagande Nongnu. Jampa, le serf, est pris par l'épaule par un soldat de l'armée populaire de libération

- Le Détachement féminin rouge (1961), film de Xie Jin, dont la reprise sous forme de ballet puis d'opéra deviendra l'emblème de la Révolution culturelle, raconte l'histoire d'un groupe de femmes de l'île de Haïnan qui participèrent pendant les années 1930 à la lutte armée contre le Kuomintang ;
- Sœurs de scène (1965), film de Xie Jin, raconte l'histoire d'une troupe de théâtre ambulante composée seulement d'actrices, dans la Chine des années 1935 à 1950 ;
- Serfs (1963), film de Li Jun, raconte la vie d'un serf tibétain dans les années 1950 et les mauvais traitements qu'il subit de la part du fils de son seigneur, jusqu’à sa libération en 1959 grâce à l'intervention des troupes chinoises[21].

### Chants de propagande
Les musiques et chants de propagande, au long et glorieux passé aussi bien en république populaire de Chine qu'au Népal et au Pakistan, ont marqué la culture populaire des années 1950, 1960 et 1970. Nombre de ces chants ont été rassemblés et adaptés au style rock pour plusieurs albums parus dans les années 1990, comme « Rock Rouge » et « Soleil Rouge : Nouveau pot-pourri révolutionnaire de chants de louange à Mao Zedong ». Il s'est vendu de ce dernier entre 6 et 10 millions d'exemplaires en Chine (voir le site Rethinking Cultural Revolution Culture). La plupart de ces chants font la louange de Mao, du Parti communiste chinois, de la révolution de 1949, de l'Armée populaire de libération, de l'unité des groupes ethniques de Chine et de la dévotion des divers groupes ethniques à Mao et au PCC.
L'un de ces chants de propagande, L'Orient est rouge, est devenu l'hymne national de facto de la RPC pendant la Révolution culturelle.

### Propagande sur Internet
En plus d'une cyberpolice d'État, la Chine a également recours aux honkers, des internautes professionnels payés pour défendre, dans les forums de discussion, le point de vue du parti. Ils sont surnommés wu mao dang, la « bande à 50 centimes », car ils étaient payés à l'origine 5 mao pour chaque commentaire. C'est en 2004 que sont apparus ces « commentateurs Internet » (wangluo pinglun yuan) ayant pour mission d'influencer les discussions dans le bon sens idéologique. Ainsi, en 2004 l'Institut des sciences et technologies du Henan décide de « recruter des équipes de commentateurs des sites Internet des universités pour intervenir sur le campus BBS et certains sites en dehors du campus » afin « d'intervenir dans les discussions et d'orienter les commentaires sur les sujets qui préoccupent le plus enseignants et étudiants. » Sur le site de l'Institut on peut notamment lire que « Face aux événements soudains, il faut orienter à temps les opinions, défendre des interprétations correctes et entretenir une voix positive... afin d'assurer au maximum la stabilité des universités. » En 2007 le président Hu Jintao appelle les cadres du parti « à exercer leur suprématie sur l'opinion publique en ligne, à élever le niveau et l'étude du guidage en ligne et à exploiter les nouvelles technologies pour disséminer une propagande positive. » Des directives nationales incitent à sélectionner « des camarades au bon profil idéologique... dotés de grandes capacités et d'une grande familiarité avec l'Internet... pour former des équipes de commentateurs Internet ». La rumeur qu'ils sont payés 5 mao par commentaire se répand mais en réalité, la plupart sont fonctionnaires et reçoivent une prime par article ou par commentaire.
Les réseaux sociaux étrangers sont également touchés par la création de comptes fictifs de prétendus Occidentaux dont les contributions mettent en exergue le point de vue officiel et dont les liens mis en ligne renvoient systématiquement à des reportages de propagande de la presse d'État. Pékin aurait ainsi créé plus d'une centaine de faux comptes Twitter (alors même que le site est interdit en Chine) vantant notamment les succès de la politique du gouvernement au Xinjiang et au Tibet,,.

### Communication officielle à destination de l'étranger
La télévision centrale (CCTV), qui dispose de chaînes spécifiques en français et en espagnol depuis 2007, se prépare à en lancer une en russe et une autre en arabe, dans le but de diffuser les informations officielles chinoises dans ces langues.
De même, les ambassades chinoises utilisent leur réseau d'étudiants sur place et notamment les étudiants membres du PCC qui sont à l'étranger pour un échange universitaire.
Certains sites francophones à destination des étudiants ont vu le jour sur la toile française (http://www.revefrance.com), contrôlés de près ou de loin par l'ambassade et censurés de tout ce qui ne va pas dans le sens de la propagande chinoise.
Ces sites ont servi par exemple de relais pour l'organisation des manifestations pro-chinoises de soutien aux Jeux olympiques.

## Propagande sur le Tibet
La propagande de la république populaire de Chine sur le Tibet poursuit des buts différents à l'intérieur et l'extérieur du Tibet. Si le contenu de la propagande à l’intérieur du Tibet a varié au cours du temps, son but a toujours été de favoriser la politique voulue par le gouvernement chinois. La propagande à l’extérieur du Tibet a pour but de minimiser la répression des autorités chinoises et de légitimer sa politique au Tibet.[réf. nécessaire]
Selon Free Tibet, la « propagande chinoise » utilise des faux comptes twitter afin de relayer des informations. Des milliers de chinois surveillent la toile, toutefois il n'existe pas de preuve que cette « campagne de propagande » soit reliée au gouvernement chinois. Après cette campagne de l'ONG, de nombreux comptes ont été fermés par twitter.

### Propagande intérieure
Entre 1950 et 1959, la Chine a affirmé qu’elle venait au Tibet pour « libérer » la région des impérialistes. Ce n’est qu’après la fuite du Dalaï Lama qu’elle prétendit vouloir libérer les serfs.[Passage problématique]
Après leur arrivée au Tibet, les communistes chinois projetèrent des films de propagande à Lhassa, comme La Fille aux cheveux blancs (Bai Mao Nu), des documentaires communistes, et des films du réalisateur marxiste indien Bimal Roy, comme Deux hectares de terre (1953). Dans les années 1960 et 1970, les Chinois produisirent des films de propagande sur les démons du « système féodal mangeur d'hommes ». Parmi les plus célèbres, on trouve Serf (1963), aussi intitulé Jampa, et Gangri Mikchu (Les Larmes de la montagne).
Des campagnes, l’une appelée « Frappez fort » et l’autre, « Rééducation patriotique », furent déclenchées en 1996. Alors qu’en Chine, la campagne « Frappez fort » avait pour but de lutter contre la corruption, au Tibet, elle avait pour but d’éliminer les « séparatistes ».
Pour l'agence de presse Associated Press, citée par Fox News, au moment des troubles au Tibet en 2008, la Chine a ordonné d’augmenter la propagande et l'éducation idéologique au Tibet, reconnaissant implicitement que l'endoctrinement politique n'avait pas diminué le soutien des Tibétains au dalaï lama.

### Propagande extérieure
Dans les années 1960 et 70, les sympathisants communistes venaient visiter le Tibet en se félicitant de la politique qu'y menait Pékin. Pierre Ryckmans, sous le pseudonyme de Simon Leys, fut le premier à dénoncer ce phénomène dans Ombres chinoises, publié en 1974. Il y dénonce les voyages payés par les autorités chinoises en échange de publications complaisantes.

#### Pour les visiteurs étrangers des années 1960
Jusqu’au début des années 1980, personne ne pouvait visiter le Tibet sans un visa spécial de Pékin. Pour Patrick French, cette situation a conduit à la publication d’ouvrages mensongers, qu'il qualifie de honteux, comme Tibet Transformed de Israel Epstein, When Serfs Stood Up in Tibet de Anna Louise Strong ou Lhassa, étoile-fleur de Han Suyin.
Dans les années 1960, Stuart et Roma Gelder furent les rares personnes à avoir été autorisées par les autorités chinoises à visiter le Tibet, alors fermé aux voyageurs étrangers,. Selon Warren W. Smith Jr, historien du droit et animateur au service tibétain de Radio Free Asia, s’ils ont reconnu que des Tibétains pouvaient leur dire ce qu’ils souhaitaient entendre, ils ne semblaient pas savoir que d’anciens serfs avaient été encouragés à élaborer leurs histoires et avaient fait carrière en racontant des contes aux Chinois, aux Tibétains, et aux visiteurs étrangers.
Han Suyin, auteur du livre Lhassa étoile fleur, publié en 1976, dit avoir écrit ce livre sur le Tibet pour dénoncer des contre-vérités. Pour elle, « la Chine a dit la vérité », elle insiste sur le rôle bénéfique joué par la république populaire de Chine. Dans un essai publié en France en 1967 (La Chine en 2001), elle prétend que le Grand Bond en avant aurait pu apporter à la Chine, en 2001, un réservoir de « six millions de paysans scientifiques », objectif que les politiques menées, si l'on en croit Patrick French, ont échoué à atteindre.
Au travers de visites dans les villages Potemkine, les autorités chinoises conduisaient des  visiteurs étrangers étaient conduits dans une ferme, une usine ou un hôpital modèles. D’anciens « serfs » étaient systématiquement présents, prêts à conter de terribles histoires,.
Les visites de ceux que Patrick French qualifie de « prostitués intellectuels », ont presque disparu depuis les années 1980, bien qu’il note qu’en l’an 2000, le baron prospère de la presse indienne, Narasimhan Ram, publia dans la revue Frontline, dont il dirige la publication, un article faisant suite à un voyage officiel de 5 jours au Tibet débutant ainsi : « Le ciel est turquoise, le soleil d’or pur, le Dalaï-Lama est loin du Potala, semant la zizanie en Occident, mais le Tibet avance. ». Le Quotidien du Peuple reprit ses propos, d’un enthousiasme rare en 2000, pour la propagande de Pékin dans un article intitulé « le vrai Tibet sous l’éclat du soleil ».

#### Les efforts de communication de Beijing à partir des années 1990
Le monde a longtemps ignoré ce qui se passait au Tibet, mais la couverture médiatique du Tibet a augmenté après la visite du Dalaï Lama en Occident en 1979, et après l’ouverture du Tibet aux touristes dans les années 1980. Les attaques venues d'Occident qui se sont ensuivies ont amené la Chine a adapter sa communication extérieure.
Le 10 mars 1993, le vice-ministre de la Propagande, Zeng Jian-Hui, a déclaré :
« Le travail de propagande concernant la question du Tibet est l’un des points-clés de l’ensemble du travail à faire dans le domaine de la propagande extérieure... En ce qui concerne les attaques de l’Occident et de la Clique du Dalaï Lama, il faudrait, compte tenu de leur fréquence, que la propagande extérieure se lance dans une offensive. ».
Lors du 3e Forum de Travail sur le Tibet à Pékin de juillet 1994, l’un des 4 axes définis était d’« augmenter l’effort de la propagande extérieure ».
En 1997 est publié le livre Le Statut du Tibet de Chine dans l'histoire, qui soutient la thèse selon laquelle Tibet fait partie intégrante de la Chine depuis le XIIIe siècle. Le livre se veut la réponse de la républiques populaire de Chine aux livres Tibet: A Political History (1967) et The Status of Tibet: History, Rights and Prospects in International Law (1987) défendant la version du gouvernement tibétain en exil de l'histoire du Tibet.[réf. nécessaire]
Le 25 septembre 2008, le bureau des informations du Conseil d’État a publié un Livre Blanc sur le Tibet, ouvrage considéré par le sinologue François Danjou bien plus comme document de propagande qu'une source d'information objective.
Fin 2009, Lekchog, en visite en France pour la première fois, a déclaré vouloir faire connaître aux députés français comment « d'une société croulant sous le système théocratique de servage, le Tibet a complètement changé et est devenu aujourd'hui une nouvelle société moderne et démocratique ».
La propagande communiste prétend que le Dalaï Lama est un « séparatiste qui veut diviser la mère patrie ». Pékin considère le dalaï-lama comme son ennemi numéro 1, le qualifiant publiquement de façon dure et grossière. L’influence irréductible du dalaï-lama sur l'opinion publique, désespère Pékin qui a recours de façon croissante au langage de la révolution culturelle. Bien que le dalaï-lama ait renoncé à sa demande d'indépendance du Tibet il y a plus de 20 ans, la propagande chinoise le présente encore aujourd’hui comme un « séparatiste » et le premier ministre Wen Jiabao demande qu'il renonce à ses activités séparatistes.
La république populaire de Chine reprend fréquemment des prises de position et des commentaires attribués à des sources occidentales afin d'accréditer ses propres thèses sur le Tibet,,,, alors même que, selon le quotidien Libération, personne ne sait réellement ce qui s’y passe étant donné que la Région autonome du Tibet est fermée aux observateurs et journalistes étrangers depuis 2008. En 2012, le Courrier international a ainsi été victime d'un détournement piloté par un site web de propagande basé à Pékin nommé "China Tibet Online", qui attribuait faussement aux journalistes du Courrier des propos tirés d'un reportage qu'ils n'avaient jamais réalisé.

## Sources
- (en) Marketing Dictatorship - Propaganda and Thought Work in Contemporary China, Anne-Marie Brady, Rowman & Littlefield, 2007  (ISBN 0-7425-4057-X) (aperçu limité en ligne)
- (en) The Mechanics of State Propaganda: The People's Republic of China and the Soviet Union in the 1950s, Julian Chang, in New Perspectives on State Socialism in China, Edited by Timothy Cheek and Tony Saich, M.E. Sharpe, 1997, p. 76-124  (ISBN 0-7656-0042-0) (aperçu limité en ligne)
- (fr) Xinhua : la plus grande agence de propagande du monde, Gautier Battistella et Reporters sans frontières, octobre 2005 (voir en ligne)